# Латентна топлина
Латентната топлина е енергията под формата на топлина, която е изпусната или абсорбирана от някое химично вещество, по време на преминаване от едно към друго агрегатно състояние. За първи път терминът е използван от Джоузеф Блек през 1750 г. и идва от латинското latere, което означава „скрит“. Днес най-често срещани са латентната топлина на топенето и латентната топлина на кипенето.
Уравнението за латентна енергия е:
{\displaystyle Q=mL\,}

където:
Q е изпуснатата или абсорбираната енергия по време на промяната на агрегатното състояние на някое вещество. Измерва се в джаули.
m е масата на веществото
L е специфичната латентна топлина за дадено вещество(J кг-1).
С други думи, ако искаме да намерим специфичната латентна топлина просто трябва да разделим енергията на масата.